# Targioniaceae
Targioniaceae je biljna porodica u redu jetrenjarnica.

## Rodovi
1. Synhymenium Griff.
2. Targionia L.
3. Targioniaites Narkhede & S.P. Qureshi